# Матросово (Полєський район)
Матросово (рос. Матросово) — селище Полєського району, Калінінградської області Росії. Входить до складу Головкінського сільського поселення.
Населення —  116 осіб (2015 рік). 

## Населення
| 2002 | 2010 |
| ---- | ---- |
| 122  | ↘116 |